# Ровский, Артём Евгеньевич
Артём Евгеньевич Ровский (родился 24 марта 2000 года в Ачинске, Красноярский край) — российский регбист, крайний трёхчетвертной (вингер) команды «Енисей-СТМ».

## Клубная карьера
Регби начал заниматься в  Красноярский край г. Ачинск. Является воспитанником КГАУ «СШОР по регби „Енисей-СТМ“». В главной команде дебютировал в 2019 году в матче второго тура против новокузнецкого «Металлурга». Первую попытку занёс 20 июля 2019 года в зачётку «Булавы». Стал победителем чемпионата-2019 года. В 2020 году стал обладателем Кубка России.

## Карьера в сборной
Является постоянным игроком молодёжной сборной.

## Достижения
- Чемпионат России:
  -  Чемпион России: 2019
- Обладатель Кубка России — 2020